# Vuelta a España 2022
La 77.ª edición de la Vuelta a España fue una carrera de ciclismo en ruta por etapas que se desarrolló entre el 19 de agosto y el 11 de septiembre de 2022 con inicio en la ciudad de Utrecht en Países Bajos y final en España. El recorrido constaba de un total de 21 etapas sobre una distancia total de 3281,4 km.
La carrera hizo parte del circuito UCI WorldTour 2022 dentro de la categoría 2.UWT. El vencedor fue el belga Remco Evenepoel del Quick-Step Alpha Vinyl, siendo el primer ciclista de ese país en ganar una de las Grandes Vueltas desde 1978. Estuvo acompañado en el podio por los españoles Enric Mas del Movistar y Juan Ayuso del UAE Emirates, segundo y tercer clasificado respectivamente.

## Equipos participantes
Tomaron la partida un total de 23 equipos, de los cuales asistieron por derecho propio los 18 equipos de categoría UCI WorldTeam, así como el Alpecin-Fenix y el Arkéa Samsic al ser los dos mejores equipos UCI ProTeam de la temporada anterior. Las restantes 3 plazas fueron destinadas a equipos españoles UCI ProTeam por invitación directa de los organizadores de la prueba. El pelotón inicial estuvo conformado por 183 ciclistas de los cuales terminaron 134. Los equipos participantes fueron:
| WorldTeams (18)- AG2R Citroën Team - Astana Qazaqstan Team - Bahrain Victorious - Bora-Hansgrohe - Cofidis - EF Education-EasyPost - Groupama-FDJ - Ineos Grenadiers - Intermarché-Wanty-Gobert Matériaux - Israel-Premier Tech - Jumbo-Visma - Lotto-Soudal - Movistar Team - Quick-Step Alpha Vinyl - BikeExchange-Jayco - Team DSM - Trek-Segafredo - UAE Team Emirates ProTeams (5)- Alpecin-Deceuninck - Arkéa-Samsic - Burgos-BH - Equipo Kern Pharma - Euskaltel-Euskadi |
| |

## Etapas
| Etapa      | Fecha     | Recorrido                                   | type                     | Distancia (km) | Desnivel (m) | Ganador               | Líder           |
| ---------- | --------- | ------------------------------------------- | ------------------------ | -------------- | ------------ | --------------------- | --------------- |
| 1.ª etapa  | 19 de ago | Utrecht – Utrecht                           | contrarreloj por equipos | 23,3           | 47 m         | Jumbo-Visma           | Robert Gesink   |
| 2.ª etapa  | 20 de ago | Bolduque – Utrecht                          | etapa llana              | 175,1          | 498 m        | Sam Bennett           | Mike Teunissen  |
| 3.ª etapa  | 21 de ago | Breda – Breda                               | etapa llana              | 193,5          | 237 m        | Sam Bennett           | Edoardo Affini  |
|            | 22 de ago | Día de descanso                             | Día de descanso          |                |              |                       |                 |
| 4.ª etapa  | 23 de ago | Vitoria – Laguardia                         | etapa de media montaña   | 153,5          | 2306 m       | Primož Roglič         | Primož Roglič   |
| 5.ª etapa  | 24 de ago | Irún – Bilbao                               | etapa de media montaña   | 187,2          | 2985 m       | Marc Soler            | Rudy Molard     |
| 6.ª etapa  | 25 de ago | Bilbao – Pico Jano (Besaya)                 | etapa de montaña         | 181,2          | 4076 m       | Jay Vine              | Remco Evenepoel |
| 7.ª etapa  | 26 de ago | Camargo – Cistierna                         | etapa de media montaña   | 190            | 3178 m       | Jesús Herrada         | Remco Evenepoel |
| 8.ª etapa  | 27 de ago | Pola de Laviana – Yernes y Tameza           | etapa de montaña         | 153,4          | 3743 m       | Jay Vine              | Remco Evenepoel |
| 9.ª etapa  | 28 de ago | Villaviciosa – Las Praderas de Nava         | etapa de montaña         | 171,4          | 3698 m       | Louis Meintjes        | Remco Evenepoel |
|            | 29 de ago | Día de descanso                             | Día de descanso          |                |              |                       |                 |
| 10.ª etapa | 30 de ago | Elche – Alicante                            | contrarreloj individual  | 30,9           | 177 m        | Remco Evenepoel       | Remco Evenepoel |
| 11.ª etapa | 31 de ago | ElPozo – Cabo de Gata                       | etapa llana              | 191,2          | 1601 m       | Kaden Groves          | Remco Evenepoel |
| 12.ª etapa | 1 de sep  | Salobreña – Peñas Blancas                   | etapa de montaña         | 192,7          | 3262 m       | Richard Carapaz       | Remco Evenepoel |
| 13.ª etapa | 2 de sep  | Ronda – Montilla                            | etapa llana              | 168,4          | 1703 m       | Mads Pedersen         | Remco Evenepoel |
| 14.ª etapa | 3 de sep  | Montoro – Sierra de la Pandera              | etapa de montaña         | 160,3          | 3337 m       | Richard Carapaz       | Remco Evenepoel |
| 15.ª etapa | 4 de sep  | Martos – Sierra Nevada                      | etapa de montaña         | 149,6          | 4052 m       | Thymen Arensman       | Remco Evenepoel |
|            | 5 de sep  | Día de descanso                             | Día de descanso          |                |              |                       |                 |
| 16.ª etapa | 6 de sep  | Sanlúcar de Barrameda – Tomares             | etapa llana              | 189,4          | 1002 m       | Mads Pedersen         | Remco Evenepoel |
| 17.ª etapa | 7 de sep  | Aracena – Monasterio de Tentudía            | etapa de media montaña   | 162,3          | 2737 m       | Rigoberto Urán        | Remco Evenepoel |
| 18.ª etapa | 8 de sep  | Trujillo – Piornal                          | etapa de montaña         | 192            | 3625 m       | Remco Evenepoel       | Remco Evenepoel |
| 19.ª etapa | 9 de sep  | Talavera de la Reina – Talavera de la Reina | etapa de media montaña   | 138,3          | 2278 m       | Mads Pedersen         | Remco Evenepoel |
| 20.ª etapa | 10 de sep | Moralzarzal – Puerto de Navacerrada         | etapa de montaña         | 181            | 3983 m       | Richard Carapaz       | Remco Evenepoel |
| 21.ª etapa | 11 de sep | Rozas de Madrid, Las – Madrid               | etapa llana              | 96,7           | 871 m        | Juan Sebastián Molano | Remco Evenepoel |

## Clasificaciones finales
Las clasificaciones finalizaron de la siguiente forma:

### Clasificación general (Jersey Rojo)
| \| Clasificación general \| Clasificación general \| Clasificación general \| Clasificación general \| Clasificación general \| \| Ciclista \| Ciclista \| Equipo \| Tiempo \| \| \| --------------------- \| --------------------- \| ---------------------------------- \| --------------------- \| --------------------- \| \| 1.º \| Remco Evenepoel \| Quick-Step Alpha Vinyl \| 80 h 26 min 59 s \| \| \| 2.º \| Enric Mas \| Movistar Team \| + 2 min 02 s \| \| \| 3.º \| Juan Ayuso \| UAE Team Emirates \| + 4 min 57 s \| \| \| 4.º \| Miguel Ángel López \| Astana Qazaqstan Team \| DES \| \| \| 4.º \| João Almeida \| UAE Team Emirates \| + 7 min 24 s \| \| \| 5.º \| Thymen Arensman \| Team DSM \| + 7 min 45 s \| \| \| 6.º \| Carlos Rodríguez \| Ineos Grenadiers \| + 7 min 57 s \| \| \| 7.º \| Ben O'Connor \| AG2R Citroën Team \| + 10 min 30 s \| \| \| 8.º \| Rigoberto Urán \| EF Education-EasyPost \| + 11 min 04 s \| \| \| 9.º \| Jai Hindley \| Bora-Hansgrohe \| + 12 min 01 s \| \| \| 10.º \| Louis Meintjes \| Intermarché-Wanty-Gobert Matériaux \| + 15 min 41 s \| \| \| 11.º \| Jan Polanc \| UAE Team Emirates \| + 21 min 39 s \| \| \| 12.º \| Alejandro Valverde \| Movistar Team \| + 25 min 39 s \| \| \| 13.º \| Richard Carapaz \| Ineos Grenadiers \| + 29 min 19 s \| \| \| 14.º \| Mikel Landa \| Bahrain Victorious \| + 44 min 13 s \| \| \| 15.º \| Luis León Sánchez \| Bahrain Victorious \| + 45 min 49 s \| \| \| 16.º \| Thibaut Pinot \| Groupama-FDJ \| + 46 min 20 s \| \| \| 17.º \| Wilco Kelderman \| Bora-Hansgrohe \| + 48 min 37 s \| \| \| 18.º \| Tao Geoghegan Hart \| Ineos Grenadiers \| + 49 min 11 s \| \| \| 19.º \| Gino Mäder \| Bahrain Victorious \| + 52 min 25 s \| \| \| 20.º \| David de la Cruz \| Astana Qazaqstan Team \| + 1 h 00 min 15 s \| \| |                    |                                    |                   |
| |                    |                                    |                   |
| Fuente: ProCyclingStats |                    |                                    |                   |
| Clasificación general |                    |                                    |                   |
| Ciclista | Ciclista           | Equipo                             | Tiempo            |
| 1.º | Remco Evenepoel    | Quick-Step Alpha Vinyl             | 80 h 26 min 59 s  |
| 2.º | Enric Mas          | Movistar Team                      | + 2 min 02 s      |
| 3.º | Juan Ayuso         | UAE Team Emirates                  | + 4 min 57 s      |
| 4.º | Miguel Ángel López | Astana Qazaqstan Team              | DES               |
| 4.º | João Almeida       | UAE Team Emirates                  | + 7 min 24 s      |
| 5.º | Thymen Arensman    | Team DSM                           | + 7 min 45 s      |
| 6.º | Carlos Rodríguez   | Ineos Grenadiers                   | + 7 min 57 s      |
| 7.º | Ben O'Connor       | AG2R Citroën Team                  | + 10 min 30 s     |
| 8.º | Rigoberto Urán     | EF Education-EasyPost              | + 11 min 04 s     |
| 9.º | Jai Hindley        | Bora-Hansgrohe                     | + 12 min 01 s     |
| 10.º | Louis Meintjes     | Intermarché-Wanty-Gobert Matériaux | + 15 min 41 s     |
| 11.º | Jan Polanc         | UAE Team Emirates                  | + 21 min 39 s     |
| 12.º | Alejandro Valverde | Movistar Team                      | + 25 min 39 s     |
| 13.º | Richard Carapaz    | Ineos Grenadiers                   | + 29 min 19 s     |
| 14.º | Mikel Landa        | Bahrain Victorious                 | + 44 min 13 s     |
| 15.º | Luis León Sánchez  | Bahrain Victorious                 | + 45 min 49 s     |
| 16.º | Thibaut Pinot      | Groupama-FDJ                       | + 46 min 20 s     |
| 17.º | Wilco Kelderman    | Bora-Hansgrohe                     | + 48 min 37 s     |
| 18.º | Tao Geoghegan Hart | Ineos Grenadiers                   | + 49 min 11 s     |
| 19.º | Gino Mäder         | Bahrain Victorious                 | + 52 min 25 s     |
| 20.º | David de la Cruz   | Astana Qazaqstan Team              | + 1 h 00 min 15 s |

### Clasificación por puntos
| Clasificación por puntos | Clasificación por puntos | Clasificación por puntos | Clasificación por puntos | Clasificación por puntos |
| Ciclista                 | Ciclista                 | Equipo                   | Puntos                   |                          |
| ------------------------ | ------------------------ | ------------------------ | ------------------------ | ------------------------ |
| 1.º                      | Mads Pedersen            | Trek-Segafredo           | 409 pts                  |                          |
| 2.º                      | Fred Wright              | Bahrain Victorious       | 186 pts                  |                          |
| 3.º                      | Enric Mas                | Movistar Team            | 138 pts                  |                          |
| 4.º                      | Remco Evenepoel          | Quick-Step Alpha Vinyl   | 133 pts                  |                          |
| 5.º                      | Marc Soler               | UAE Team Emirates        | 133 pts                  |                          |
| 6.º                      | Danny van Poppel         | Bora-Hansgrohe           | 108 pts                  |                          |
| 7.º                      | Pascal Ackermann         | UAE Team Emirates        | 106 pts                  |                          |
| 8.º                      | Richard Carapaz          | Ineos Grenadiers         | 105 pts                  |                          |
| 9.º                      | Kaden Groves             | BikeExchange-Jayco       | 74 pts                   |                          |
| 10.º                     | Juan Sebastián Molano    | UAE Team Emirates        | 69 pts                   |                          |

### Clasificación de la montaña
| Clasificación de la montaña | Clasificación de la montaña | Clasificación de la montaña | Clasificación de la montaña | Clasificación de la montaña |
| Ciclista                    | Ciclista                    | Equipo                      | Puntos                      |                             |
| --------------------------- | --------------------------- | --------------------------- | --------------------------- | --------------------------- |
| 1.º                         | Richard Carapaz             | Ineos Grenadiers            | 73 pts                      |                             |
| 2.º                         | Robert Stannard             | Alpecin-Deceuninck          | 36 pts                      |                             |
| 3.º                         | Enric Mas                   | Movistar Team               | 28 pts                      |                             |
| 4.º                         | Thymen Arensman             | Team DSM                    | 23 pts                      |                             |
| 5.º                         | Remco Evenepoel             | Quick-Step Alpha Vinyl      | 23 pts                      |                             |
| 6.º                         | Marc Soler                  | UAE Team Emirates           | 23 pts                      |                             |
| 7.º                         | Sergio Higuita              | Bora-Hansgrohe              | 18 pts                      |                             |
| 8.º                         | Miguel Ángel López          | Astana Qazaqstan Team       | DES                         |                             |
| 8.º                         | Jimmy Janssens              | Alpecin-Deceuninck          | 17 pts                      |                             |
| 9.º                         | Rubén Fernández Andújar     | Cofidis                     | 15 pts                      |                             |

### Clasificación de los jóvenes
| Clasificación del mejor joven | Clasificación del mejor joven | Clasificación del mejor joven | Clasificación del mejor joven | Clasificación del mejor joven |
| Ciclista                      | Ciclista                      | Equipo                        | Tiempo                        |                               |
| ----------------------------- | ----------------------------- | ----------------------------- | ----------------------------- | ----------------------------- |
| 1.º                           | Remco Evenepoel               | Quick-Step Alpha Vinyl        | 80 h 26 min 59 s              |                               |
| 2.º                           | Juan Ayuso                    | UAE Team Emirates             | + 4 min 57 s                  |                               |
| 3.º                           | João Almeida                  | UAE Team Emirates             | + 7 min 24 s                  |                               |
| 4.º                           | Thymen Arensman               | Team DSM                      | + 7 min 45 s                  |                               |
| 5.º                           | Carlos Rodríguez              | Ineos Grenadiers              | + 7 min 57 s                  |                               |
| 6.º                           | Gino Mäder                    | Bahrain Victorious            | + 52 min 25 s                 |                               |
| 7.º                           | Sergio Higuita                | Bora-Hansgrohe                | + 1 h 01 min 23 s             |                               |
| 8.º                           | José Félix Parra              | Equipo Kern Pharma            | + 1 h 05 min 02 s             |                               |
| 9.º                           | Clément Champoussin           | AG2R Citroën Team             | + 1 h 24 min 39 s             |                               |
| 10.º                          | Edoardo Zambanini             | Bahrain Victorious            | + 1 h 31 min 40 s             |                               |

### Clasificación por equipos
| Clasificación por equipos | Clasificación por equipos | Clasificación por equipos | Clasificación por equipos |
| Equipo                    | Equipo                    | Tiempo                    |                           |
| ------------------------- | ------------------------- | ------------------------- | ------------------------- |
| 1.º                       | UAE Team Emirates         | 240 h 36 min 32 s         |                           |
| 2.º                       | Ineos Grenadiers          | + 55 min 35 s             |                           |
| 3.º                       | Movistar Team             | + 1 h 16 min 52 s         |                           |
| 4.º                       | Bahrain Victorious        | + 1 h 17 min 36 s         |                           |
| 5.º                       | Astana Qazaqstan Team     | + 1 h 34 min 18 s         |                           |
| 6.º                       | Bora-Hansgrohe            | + 1 h 38 min 20 s         |                           |
| 7.º                       | Jumbo-Visma               | + 2 h 12 min 14 s         |                           |
| 8.º                       | EF Education-EasyPost     | + 2 h 25 min 47 s         |                           |
| 9.º                       | Groupama-FDJ              | + 2 h 33 min 37 s         |                           |
| 10.º                      | Quick-Step Alpha Vinyl    | + 2 h 47 min 09 s         |                           |

## Evolución de las clasificaciones
| Etapa                   |                          | Ganador _             | Clasificación general | Puntos        | Montaña             | Jóvenes         | Combatividad             | Equipo             |
| ----------------------- | ------------------------ | --------------------- | --------------------- | ------------- | ------------------- | --------------- | ------------------------ | ------------------ |
| 1.ª etapa               | contrarreloj por equipos | Jumbo-Visma           | Robert Gesink         | no otorgado   | no otorgado         | Ethan Hayter    | no otorgado              | Jumbo-Visma        |
| 2.ª etapa               | etapa llana              | Sam Bennett           | Mike Teunissen        | Sam Bennett   | Julius van den Berg | Ethan Hayter    | Jetse Bol                | Jumbo-Visma        |
| 3.ª etapa               | etapa llana              | Sam Bennett           | Edoardo Affini        | Sam Bennett   | Julius van den Berg | Ethan Hayter    | Pau Miquel               | Jumbo-Visma        |
| 4.ª etapa               | etapa de media montaña   | Primož Roglič         | Primož Roglič         | Sam Bennett   | Joan Bou            | Ethan Hayter    | Alessandro De Marchi     | Ineos Grenadiers   |
| 5.ª etapa               | etapa de media montaña   | Marc Soler            | Rudy Molard           | Sam Bennett   | Victor Langellotti  | Fred Wright     | Marc Soler               | Groupama-FDJ       |
| 6.ª etapa               | etapa de montaña         | Jay Vine              | Remco Evenepoel       | Sam Bennett   | Victor Langellotti  | Remco Evenepoel | Mark Padun               | UAE Team Emirates  |
| 7.ª etapa               | etapa de media montaña   | Jesús Herrada         | Remco Evenepoel       | Sam Bennett   | Victor Langellotti  | Remco Evenepoel | Jesús Herrada            | Bahrain Victorious |
| 8.ª etapa               | etapa de montaña         | Jay Vine              | Remco Evenepoel       | Mads Pedersen | Jay Vine            | Remco Evenepoel | Mikel Landa              | UAE Team Emirates  |
| 9.ª etapa               | etapa de montaña         | Louis Meintjes        | Remco Evenepoel       | Mads Pedersen | Jay Vine            | Remco Evenepoel | José Manuel Díaz Gallego | UAE Team Emirates  |
| 10.ª etapa              | contrarreloj individual  | Remco Evenepoel       | Remco Evenepoel       | Mads Pedersen | Jay Vine            | Remco Evenepoel | no otorgado              | Ineos Grenadiers   |
| 11.ª etapa              | etapa llana              | Kaden Groves          | Remco Evenepoel       | Mads Pedersen | Jay Vine            | Remco Evenepoel | Jetse Bol                | Ineos Grenadiers   |
| 12.ª etapa              | etapa de montaña         | Richard Carapaz       | Remco Evenepoel       | Mads Pedersen | Jay Vine            | Remco Evenepoel | Samuele Battistella      | UAE Team Emirates  |
| 13.ª etapa              | etapa llana              | Mads Pedersen         | Remco Evenepoel       | Mads Pedersen | Jay Vine            | Remco Evenepoel | Joan Bou                 | UAE Team Emirates  |
| 14.ª etapa              | etapa de montaña         | Richard Carapaz       | Remco Evenepoel       | Mads Pedersen | Jay Vine            | Remco Evenepoel | Luis León Sánchez        | UAE Team Emirates  |
| 15.ª etapa              | etapa de montaña         | Thymen Arensman       | Remco Evenepoel       | Mads Pedersen | Jay Vine            | Remco Evenepoel | Lawson Craddock          | UAE Team Emirates  |
| 16.ª etapa              | etapa llana              | Mads Pedersen         | Remco Evenepoel       | Mads Pedersen | Jay Vine            | Remco Evenepoel | Luis Ángel Maté          | UAE Team Emirates  |
| 17.ª etapa              | etapa de media montaña   | Rigoberto Urán        | Remco Evenepoel       | Mads Pedersen | Jay Vine            | Remco Evenepoel | Lawson Craddock          | UAE Team Emirates  |
| 18.ª etapa              | etapa de montaña         | Remco Evenepoel       | Remco Evenepoel       | Mads Pedersen | Richard Carapaz     | Remco Evenepoel | Robert Gesink            | UAE Team Emirates  |
| 19.ª etapa              | etapa de media montaña   | Mads Pedersen         | Remco Evenepoel       | Mads Pedersen | Richard Carapaz     | Remco Evenepoel | Ander Okamika            | UAE Team Emirates  |
| 20.ª etapa              | etapa de montaña         | Richard Carapaz       | Remco Evenepoel       | Mads Pedersen | Richard Carapaz     | Remco Evenepoel | Alejandro Valverde       | UAE Team Emirates  |
| 21.ª etapa              | etapa llana              | Juan Sebastián Molano | Remco Evenepoel       | Mads Pedersen | Richard Carapaz     | Remco Evenepoel | no otorgado              | UAE Team Emirates  |
| Clasificaciones finales | Clasificaciones finales  |                       | Remco Evenepoel       | Mads Pedersen | Richard Carapaz     | Remco Evenepoel | Marc Soler               | UAE Team Emirates  |

## Ciclistas participantes y posiciones finales
Convenciones:
- AB-N: Abandono en la etapa "N"
- FLT-N: Retiro por llegada fuera del límite de tiempo en la etapa "N"
- NTS-N: No tomó la salida para la etapa "N"
- DES-N: Descalificado o expulsado en la etapa "N"

## UCI World Ranking
La Vuelta a España otorgó puntos para el UCI World Ranking para corredores de los equipos en las categorías UCI WorldTeam, UCI ProTeam y Continental. Las siguientes tablas muestran el baremo de puntuación y los 10 corredores que obtuvieron más puntos:
| Posición                 | 1.º | 2.º | 3.º | 4.º | 5.º | 6.º | 7.º | 8.º | 9.º | 10.º | 11.º | 12.º | 13.º | 14.º | 15.º | 16.º | 17.º | 18.º | 19.º | 20.º | 21.º - 25.º | 26.º - 30.º | 31.º - 40.º | 41.º - 50.º | 51.º - 55.º | 56.º - 60.º |
| Clasificación general    | 850 | 680 | 575 | 460 | 380 | 320 | 260 | 220 | 180 | 140  | 120  | 100  | 84   | 68   | 60   | 56   | 52   | 48   | 44   | 40   | 32          | 24          | 20          | 16          | 12          | 8           |
| Por etapa                | 100 | 40  | 20  | 12  | 4   |     |     |     |     |      |      |      |      |      |      |      |      |      |      |      |             |             |             |             |             |             |
| Líder                    | 20  |     |     |     |     |     |     |     |     |      |      |      |      |      |      |      |      |      |      |      |             |             |             |             |             |             |
| Clasificación secundaria | 100 | 40  | 20  |     |     |     |     |     |     |      |      |      |      |      |      |      |      |      |      |      |             |             |             |             |             |             |

1. ↑  Solo clasificaciones de la regularidad y la montaña.

| Clasificación |                    |                        |         |       |       |            |        |
| Posición      | Ciclista           | Equipo                 | General | Etapa | Líder | Secundaria | Total  |
| ------------- | ------------------ | ---------------------- | ------- | ----- | ----- | ---------- | ------ |
| 1.º           | Remco Evenepoel    | Quick-Step Alpha Vinyl | 850     | 258,5 | 300   | -          | 1408,5 |
| 2.º           | Enric Mas          | Movistar               | 680     | 124   | -     | 40         | 844    |
| 3.º           | Juan Ayuso         | UAE Emirates           | 575     | 32,5  | -     | -          | 607,5  |
| 4.º           | Mads Pedersen      | Trek-Segafredo         | -       | 464   | -     | 100        | 564    |
| 5.º           | Miguel Ángel López | Astana Qazaqstan       | 460     | 60    | -     | -          | 520    |
| 6.º           | Richard Carapaz    | INEOS Grenadiers       | 68      | 305   | -     | 100        | 473    |
| 7.º           | Thymen Arensman    | DSM                    | 320     | 144   | -     | -          | 464    |
| 8.º           | João Almeida       | UAE Emirates           | 380     | 12,5  | -     | -          | 392,5  |
| 9.º           | Carlos Rodríguez   | INEOS Grenadiers       | 260     | 21    | -     | -          | 281    |
| 10.º          | Rigoberto Urán     | EF Education-EasyPost  | 180     | 100   | -     | -          | 280    |